# Перебейнос, Александр Дмитриевич
Александр Дмитриевич Перебейнос (род. 30 июля 1957, Кокчетав) — советский, российский хоккейный тренер.

## Биография
Родители из Украинской ССР, родился в казахстанском Кокчетаве, старший из трёх братьев. В 12 лет стал лауреатом всесоюзного конкурса по танцам. В спортивной школе занимался футболом, волейболом, баскетболом. С 14 лет стал заниматься хоккеем. В 1974 году поступил в ленинградский институт имени Лесгафта. Занимался в фарм-клубе СКА, но из-за травм не заиграл. В 1980 году переехал в Новосибирск, стал заниматься в «Сибири» с детьми 1972 года рождения. Во время прохождения армейской службы тренировал детей 1966—1967 годов рождения в «СКА-18» Новосибирск. В 1984—1994 годах работал в «Сибири» с командой 1976 года рождения. Среди воспитанников — Ян Голубовский, Дмитрий Набоков, Вячеслав Карпов, Алексей Прокопьев, Евгений Ушков.
Тренер в немецком клубе «Ландсхут» (1996—1998). В качестве главного тренера — бронзовый призёр чемпионата Польши с командой «Подхале». Главный тренер «Сибири-2» (1999/2000). Тренер в школе «Сибири» (2000—2010), ГСДЮШОР СПб (1996 г. р.). Директор хоккейного центра «Кристалл» Бердск, тренер команды 1996 г. р. (2011—2012). Тренер команд «Орёл» (ЮХЛ, 2012—2014), «Беркуты Кубани» 1999 г. р. (2014—2015), «Олимпиец» Сургут (ЮХЛ, 2015—2016). Главный тренер команды ВХЛ-Б «Юниор-Спутник» Курган (2016/17 — до 16 сентября и 12 октября).
Главный тренер команды ЖХЛ СК Горный (2019/20), тренер команды ЖХЛ «Динамо-Нева» (2020/21). Тренер в ордынской ДЮСШ (с 2022).